# Odontomelus champhaiensis
Odontomelus champhaiensis är en insektsart som först beskrevs av Meinodas och Shafee 1990.  Odontomelus champhaiensis ingår i släktet Odontomelus och familjen gräshoppor. Inga underarter finns listade i Catalogue of Life.